# خضر روز

خضر روز یا خضرایلیا (ترکیب خضر و الیاس) یکی از روزهای جشن سه‌گانهٔ علویان است.
این جشن از شبانگاه ۱۵ اردیبهشت آغاز و تا سپیده‌دم روز پسین ادامه دارد. علویان براین باورند که درین روز دو پیامبر الیاس و خضر با نوشیدن آب حیات به زندگانی دراز مدت دست یافتند که گهگاه نیز به کمک برخی از انسان‌ها هم می‌آیند. همچنین این روز نمادی از بهار و آغاز دوباره زندگی می‌باشد.